# Wonka (film)
Wonka je britsko-americký fantasy muzikál z roku 2023 režiséra Paula Kinga, který k němu také spolu s Simonem Farnabym napsal scénář. Vypráví původní příběh Willyho Wonky, postavy z knihy Karlík a továrna na čokoládu autora Roalda Dahla z roku 1964, ze kterého se stal světoznámý výrobce čokolády a cukrovinek. Česká premiéra Wonky byla promítána 14. prosince 2023.
Jedná se o třetí film založený na této knize, po Pan Wonka a jeho čokoládovna (1971) a Karlík a továrna na čokoládu (2005). Titulní roli ztvárnil Timothée Chalamet; v dalších rolích účinkují Calah Lane, Keegan-Michael Key, Paterson Joseph, Matt Lucas, Mathew Baynton, Sally Hawkins, Rowan Atkinson, Jim Carter, Tom Davis, Olivia Colmanová a Hugh Grant.
Tvorba filmu započala, když společnost Warner Bros. Pictures v říjnu 2016 znovu získala práva na postavu Wonky a oznámila, že film bude mapovat jeho původní příběh. I když vypráví originální příběh bez spojení s jakoukoli předchozí adaptací, King vyvinul film tak, aby působil jako „doprovodný kus“ k filmu z roku 1971 tím, že zopakoval některé hudební a tematické prvky a vizuální design Umpa-lumpů. V květnu 2021 získal Chalamet roli Wonky a v září téhož roku bylo oznámeno i obsazení vedlejších rolí. Natáčení začalo ve Spojeném království v září ve Warner Bros. Studios a natáčelo se ve Watfordu, Oxfordu a Londýně. Původní písně filmu napsal Neil Hannon a instrumentální hudbu Joby Talbot.
Wonka měl premiéru v Londýně v Royal Festival Hall 28. listopadu 2023. Ve Spojeném království byl uveřejněn 8. prosince 2023 a ve Spojených státech 15. prosince 2023 společností Warner Bros. Pictures. Získal obecně pozitivní recenze od kritiků a byl komerčně úspěšný, celosvětově vydělal 632 milionů dolarů oproti rozpočtu 125 milionů dolarů a stal se osmým nejvýdělečnějším filmem roku 2023. Získal nominaci na cenu BAFTA za vynikající britský film a Chalamet byl nominován na Zlatý glóbus za nejlepší mužský herecký výkon ve filmovém muzikálu nebo komedii.

## Obsazení
| Timothée Chalamet     | Willy Wonka, mladý ctižádostivý kouzelník, vynálezce a výrobce čokolády se snem otevřít si vlastní obchod s čokoládou  |
| Calah Lane            | Nudla, sirotek, která se stane Wonkovou asistentkou                                                                    |
| Keegan-Michael Key    | náčelník policie závislý na čokoládě, spolupracuje s Čokoládovým kartelem                                              |
| Paterson Joseph       | Sluplgroš, zkorumpovaný obchodník a vůdce Čokoládového kartelu, u kterého se později ukáže, že je Nudlin strýc         |
| Matt Lucas            | Prkonos, zkorumpovaný podnikatel a člen Čokoládového kartelu                                                           |
| Mathew Baynton        | Krutichvost, zkorumpovaný podnikatel a člen Čokoládového kartelu                                                       |
| Sally Hawkins         | paní Wonková, Willyho zesnulá matka                                                                                    |
| Rowan Atkinson        | otec Julius, zkorumpovaný kněz závislý na čokoládě, spolupracující s Čokoládovým kartelem                              |
| Jim Carter            | Abakus Cifra, který Wonkovi odhalí existenci Čokoládového kartelu poté, co předtím pracoval jako účetní pro Sluplgroše |
| Natasha Rothwell      | Božka Trubka |
| Olivia Colmanová      | paní Valchová |
| Hugh Grant            | Umpa-lumpa, který se nakonec stane Wonkovým spojencem                                                                  |
| Rich Fulcher          | Larry Chechtorád |
| Rakhee Thakrar        | Lotka Bellová |
| Tom Davis             | Bělič |
| Kobna Holdbrook-Smith | strážník Sluníčko |
| Simon Farnaby         | Basil |
| Charlotte Ritchie     | Barbara |
| Ellie White           | Gwennie |
| Freya Parker          | slečna Bonbónová |
| Sophie Winkleman      | hraběnka |
| Murray McArthur       | kapitán lodi |
| Tracy Ifeachor        | Dorothy Smithová, knihovnice a Nudlina matka                                                                           |
| Isy Suttie            | zelinářka |
| Phil Wang             | Colin |
| Tim FitzHigham        | zlověstný kapitán lodi                                                                                                 |
| Paul G. Raymond       | prodejce map |

## Recenze
- Mirka Spáčilová, MF DNES / iDNES.cz  70 %[3]
- Věra Míšková, Právo / Novinky.cz  80 %[4]
- Pavel Sladký, iROZHLAS[2]